# Kleinkastell Großprüfening
Das Kleinkastell Großprüfening ist ein ehemaliges römisches Militärlager am „nassen Limes“ der raetischen Donaugrenze. Das Fundgebiet liegt im heutigen Stadtteil Großprüfening-Dechbetten-Königswiesen im Westen der kreisfreien Stadt Regensburg im bayerischen Regierungsbezirk Oberpfalz. Das Bodendenkmal ist seit 2021 Bestandteil des zum UNESCO-Weltkulturerbe erhobenen Donaulimes.

## Lage
Der Standort auf der flach abfallenden Niederterrasse in einer großen, nach Nordwesten ausholenden Donauschleife hat schon sehr früh Menschen angezogen. Insbesondere südöstlich steigt das Land leicht an. Dominierendere Hügelgruppen befinden sich jedoch hauptsächlich am südlichen Ufer. Wichtig für den Standort war sicher schon früh die Lage zwischen der hier mündenden Naab und dem nordöstlich zufließenden Regen. Das Kleinkastell befindet sich noch heute in unmittelbarer Nähe zum Fluss. Die Naabsenke hat als direkte Verbindung nach Norden in der Vergangenheit eine wichtige Rolle gespielt.

## Forschungsgeschichte
Bereits im Endpaläolithikum und Mesolithikum existierten im Bereich der antiken Nutzungsfläche Freilandstationen. Diesen folgten Siedlungen des Neolithikums, der Urnenfelderkultur, und der Späthallstattzeit. Hallstattzeitlich ist auch die Grabenanlage eines Herrenhofs. Später folgten Niederlassungen der Früh- und Spätlatènezeit. Auf den zumindest teilweise militärischen Hintergrund des Geländes weist der Flurname „Schanzacker“ hin. Im Jahr 1911 waren römische Siedlungsspuren auf dem rechten Donauufer im Bereich der Naabmündung entdeckt worden. Damals fand eine erste Grabung unter der Leitung des Prälaten Johann Baptist Mehler (1860–1930) statt. Während dieser Nachforschung soll als spektakulärster Fund angeblich ein „vergoldeten“ Helm aus dem Boden gekommen sein, der jedoch sogleich wieder verloren ging. Ihm folgte 1913 der Altphilologe Georg Steinmetz (1850–1945) mit einer neuen Untersuchung im Lagerdorf. Dabei wurde auch ein römischer Keller auf Schanzacker untersucht, wobei unter anderem teilweise gestempelte Terra Sigillata aus Rheinzabern (Belsus f; Mammilianus f.) sowie drei Münzen zum Vorschein kamen. Die damalige Schlussmünze des Kellers stammte aus der Regierungszeit des Kaisers Gordian III. (238–244). Der Befund einer Siedlung deutete bereits auf die mögliche Existenz eines Kastells an dieser Stelle hin. Die Donaukanalisierung machte immer wieder kleinere Rettungsgrabungen im Bereich des Lagerdorfs (Vicus) notwendig. Schließlich konnten dessen Gesamtausdehnung ermessen und die beiden Gräberfelder untersucht werden. Das unter landwirtschaftlich intensiv genutzten Flächen verborgene Kleinkastell wurde jedoch erst 1977 anhand von Aufnahmen des Luftbildarchäologen Otto Braasch identifiziert. Bereits 1978 erfolgte eine kleinere Ausgrabung an dessen Nordecke. Dabei wurden Fundamente der Umfassungsmauer sowie der dort stehende Eckturm erfasst. Außerdem konnte das Grabensystem angeschnitten werden. Im folgenden Jahr wurde mittels eines knapp 90 Meter langen Schnittes der südöstliche Wehrgraben aufgedeckt. Die Grabungen leitete der Prähistoriker Udo Osterhaus. Inzwischen liegt eine Vielzahl von Luftbildern vor, die auch einen Einblick in das Lagerinnere geben. Im Spätherbst 2010 fand eine geophysikalische Prospektion auf dem Areal des Kleinkastells statt.
Von den Ausgrabungen wurden nach seiner Restaurierung die Fundamente eines 1978 freigelegten 8 × 13 Meter großen Wirtschaftsgebäudes aus dem Lagerdorf (Vicus) unter einem Schutzbau konserviert. Der als Darre interpretierte Bau könnte auch eine Brauerei beinhaltet haben. Teile der heute restaurierten Mauerreste und Fundgegenstände können im „Römerpark“, der auch als „Römerpavillon“ bekannt ist, vor Ort besichtigt werden.

## Baugeschichte

### Prinzipat
Das knapp 60 × 80 Meter (= 0,48 Hektar) große Kleinkastell wurde gleichzeitig oder wenige Zeit nach Gründung des 179 n. Chr. fertiggestellten Legionslagers von Regensburg errichtet. Die mit ihrer Prätorialfront und der Porta praetoria (Haupttor) südwestlich orientierte Anlage folgt dem standardisierten Bauschema der mittleren Kaiserzeit. Die rechteckige Umfassungsmauer besitzt abgerundete Ecken (Spielkartenform) und je einen leicht trapezförmigen Eckturm. Zwischentürme sind nicht vorhanden. An allen vier Seiten führt je ein einspuriges Tor ins Kastellinnere. Die Tore werden von je zwei rechteckigen Tortürmen flankiert. Wie die Untersuchungen von 1978 und 1979 belegen, war die Umfassungsmauer zumindest innerhalb der bekannten Abschnitte in den das Kleinkastell umgebende Wehrgraben gestürzt. An der südöstlichen Flanke konnte diese Mauer mit einer Breite von einem beziehungsweise 1,20 Meter eingemessen werden. Aus dem teilweise noch fast vollständigen Mauerversturz ließ sich noch eine Mindesthöhe von acht Meter der ursprünglichen Wehrmauer errechnen. Die Innenseite der Mauer wies starke Brandspuren auf, was darauf hindeutete, dass der Wehrgang nicht auf einem angeschütteten Damm verlief, sondern als Holzkonstruktion errichtet worden war.
Der an den Außenkanten gemessen rund 94 × 78 Meter umfassende Spitzgraben war zwischen fünf und 5,50 Metern breit teilweise zweiphasig angelegt. Die zwischen dem Grabensystem und der Wehrmauer liegende Berme besaß eine Breite von rund 2,10 Metern. Lediglich vor der Porta decumana, dem rückwärtigen Lagertor an der nordöstlichen Schmalseite, setzte dieser Graben auf einer Breite von rund drei Metern aus. An allen drei anderen Zugängen musste er mittels einer Holzbrücke überwunden werden. Nach Fundausweis wurde der jüngere Graben offenbar im letzten Viertel des 3. Jahrhunderts verfüllt.
Durch eine Zusammenführung der Luftbilder mit dem 2010 ersten Magnetogramm können einige Aussagen zur Innenbebauung gemacht werden. Am Schnittpunkt der von allen vier Toren kommenden Lagerstraßen lag das rechteckige, rund 19 × 15 Meter große Stabsgebäude (Principia). Die Untersuchungen bezeugen an der rückwärtigen Längsseite auch ein Fahnenheiligtum mit abgerundeter Apsis. Der Nachweis dieses Heiligtums zeigt, dass die dort liegende Truppe ein eigenes Feldzeichen besessen hat und als eigenständige taktische Einheit operierte. Für die südöstliche Schmalseite der Principia sind drei nebeneinander liegende Räume bezeugt. Höchstwahrscheinlich war die gegenüberliegende Schmalseite entsprechend aufgebaut. Im Mittelpunkt des Stabsgebäudes ist ein kleiner Innenhof anzunehmen. Ein weiterer kleiner Bau von rund 2,25 × 2,87 Metern lässt sich in der Praetentura – dem rückwärtigen Lagerbereich hinter den Principia – auf der Achse der zum rückwärtigen Tor hinausführenden Via decumana erkennen. Ein anderer rechteckiger Bau liegt nahe der Südecke des Kastells und ist rund 7,86 × 5,70 Meter groß.
Das Kleinkastell lag an einer entlang der Donau verlaufenden römischen Straße und hatte wahrscheinlich die Aufgabe, die Mündung des Naabtals militärisch zu überwachen. Die wohl mit zwei Zenturien belegte Anlage wurde möglicherweise während der Regierungszeit des Kaisers Gordian III. im zweiten Alamannensturm von 242/243 n. Chr. mit dem Lagerdorf in Brand gesetzt. In dem vom Archäologen Thomas Fischer bis 1976 aufgearbeiteten Fundmaterial endete die Münzreihe mit diesem Kaiser. Spätestens 259/260 n. Chr., im Zuge des Limesfalls, wurde die Anlage endgültig aufgegeben. Das Fundmaterial reicht nicht über das letzte Viertel des 3. Jahrhunderts hinaus.

### Spätantike
Wie einige Befunde nahelegen, könnte Großprüfening als Reduktionskastell oder Burgus während der Spätantike erneut in Dienst gestellt worden sein. Zu einem bisher nicht näher bestimmbaren Zeitpunkt wurde möglicherweise in die Nordecke eine kleine Wehranlage eingebaut. Dies lässt unter anderem ein jüngeres halbkreisförmiges Grabenwerk mit Erdbrücke vermuten, dass die älteren Strukturen und den im letzten Viertel des 3. Jahrhunderts verfüllten Graben schneidet. Vor der Prätorialfront, an der zur Donau führenden Ausfallstraße wurde unmittelbar am Kastellgraben ein kleines rechteckiges Gebäude errichtet. Ein ähnlicher Befund, der am Kastell Wörth zu Tage kam, wird einer spätantiken Zeitstellung zugeschrieben. Neben dem Baubefunden zeugen auch einige wenige Funde vom Kleinkastell und aus dem Lagerdorf davon, dass auch noch am Ende des 5. Jahrhunderts römisches Leben in Großprüfening gab. Unter den Fundstücken sind Reste spätantiker Gürtelgarnituren und ein Halbcentenionalis aus der Regierungszeit des Kaisers Arcadius (395–408).

## Vicus
Auf knapp einen Kilometer Länge und durchschnittlich 150 bis 250 Meter Breite dehnte sich von Südwesten nach Nordosten entlang der römischen Straße der Vicus, das zum Kleinkastell gehörende Lagerdorf aus. Bis 1979 waren mindestens 14 verstreut liegende Einzelgebäude und zwei vollständige Gebäudekomplexe am Kornweg untersucht worden. Die teilweise in Steinbauweise unterkellerten Streifenhäuser waren in Lehmfachwerktechnik errichtet worden. Öffentliche Bauten sind nicht bekannt. In einem der Erdkeller wurde 1977 die bronzene Wangenklappe eines Reiterhelms gefunden, welche noch Spuren der silberfarben Verzinnung zeigte. Neben den kleineren Streifenhäusern fanden sich auch größere ebenerdige Wirtschaftsbauten. Anhand des Fundmaterials sind verschiedene Handwerksbetriebe im Vicus nachgewiesen. Auch Bronzegießer zählten dem Fundmaterial nach zu den Bewohnern. Neben metallverarbeitenden Betrieben ist zudem die Herstellung von Textilien für den Vicus anhand von Werkzeugen wie Flachskämmen, die bei der Leinenproduktion verwendet wurden und sich in zwei Gebäuden fanden, belegt. Zudem fanden sich häufig auch Darren. Sein Ende fand der Vicus nach Münzbefund um 259/260 n. Chr., nachdem bereits während des Alamanneneinfalls von 242/243 weitreichende Zerstörungen stattgefunden hatten. Diese Endzeit dokumentiert der Schädel einer männlichen Person aus dem Vicus, die mit dem Schwert erschlagen wurde und unbestattet blieb. Ein weiteres Zeugnis aus der Zeit des Untergangs sind zwei gewaltsam zerstörte eiserne Schildbuckel, die sich in einem mit Brandschutt aus der Mitte des 3. Jahrhunderts verfüllten Keller fanden. Den Terminus post quem für dieses Ereignis bildet ein Limesfalsum der Kaisermutter Julia Mamaea (ermordet März 235). Im gleichen Keller fand sich jedoch auch noch ein unzerstörter eiserner Schildbuckel.
Rund 20 Meter vom südöstlichen Kastellgraben entfernt wurde 2010 mit dem Magnetometer ein rund 6,70 Meter durchmessender Ofen mit einer ovalen, rund 28 × 10 Meter großen Brandschuttverteilung entdeckt. Drei weitere Schmelzöfen standen entlang dem parallel zur Donau verlaufenden Wehrgraben. Alle vier Öfen arbeitete nicht zur Zeit der mittelkaiserzeitlichen Garnison. Wann sie in Betrieb waren, ist unbekannt.
Nur in wenigen Fällen sind aus den mittelkaiserzeitlichen Brandschichten eines Lagerdorfs so vollständige Fundespektren des alltäglichen Lebens überliefert, wie aus Großprüfening. Neben handwerklichen Werkzeugen fanden sich unter anderem Tafel- und Küchengeschirr, Schmuck und Haarnadeln. Daneben kamen Beinplättchen für die Brettchenweberei und Keramikformen zur Käseherstellung ans Licht. Des Weiteren dokumentieren Spielsteinen aus Bein und bronzene Kerzenhalter den bescheidenen Lebensstandard der Siedlung.

## Gräberfelder
Kastell und Vicus zugehörig waren zwei Gräberfelder, wobei das an der Westecke des Kastells gelegene, nachdem es gegen Ende des zweiten Jahrhunderts nur kurzfristig belegt worden war, schließlich aufgegeben und im dritten Jahrhundert überbaut wurde. Auf dem größeren Friedhof, der noch nicht vollständig ergraben ist, fanden sich über 100 Brandgräber aber auch die Körperbestattungen von Säuglingen und einem Erwachsenen. Grabbeigaben wie bronzene Gürtelbeschläge und eiserne Schuhnägel weisen darauf hin, dass auf dem Gräberfeld auch Soldaten oder Veteranen bestattet worden sind. Ansonsten bestanden die Beigaben aus Bronzeschmuck, Glasspiegeln, Öllampen, Glas und Keramikgefäßen, Räucherkelchen und Essbesteck.

## Spätrömische Befestigungsanlage
Am Südwestende der Siedlung sind die Überreste eines Burgus mit 7 × 6,25 Meter Grundfläche und bis zu einem Meter dicken Mauern erforscht. Ein für diesen Bautyp normalerweise charakteristischer Wehrgraben ist hier nicht belegt. Anfang und Ende des Bauwerks lassen sich aufgrund des spärlichen Fundmaterials nicht näher datieren. Die Fundamente des Turms schneiden jedoch Brandschuttgruben und Zerstörungen des 3. Jahrhunderts, was eine spätrömische Datierung wahrscheinlich macht.

## Villa Rustica Dechbetten
Südöstlich der Garnison konnte im Stadtteil Dechbetten während der Anlage eines Neubaugebiets 2001 unmittelbar nördlich der Straße „An der Brunnstube“ eine Villa rustica ergraben werden. Das sich um einen quadratischen Innenhof gliedernde Hauptgebäude war knapp über 200 Quadratmeter groß und besaß an der Repräsentationsfront zwei betont ausgeführte Eckrisalite, in denen sich die für Wohnzwecke genutzten Räume befanden. Ein Raum war hypokaustiert. Zum Fundgut gehörten zwei Lanzenspitzen und eine Omegafibel sowie Terra Sigillata. Dem Befund nach wurde das Landgut während der ersten Hälfte des 3. Jahrhunderts errichtet und bereits um 242/243 – während des zweiten Alamanneneinfalls – wieder zerstört.

## Nachrömische Entwicklung
Eine unmittelbare nachrömische Siedlungskontinuität lässt sich nicht nachweisen. Im Vorgriff zur Erschießung eines geplanten Neubaugebiets fanden 2003/2004 und 2005/2006 auf der Niederterrasse von Großprüfening zwischen Kornweg, Rennweg und Roter Brach Weg unmittelbar südlich der antiken Strukturen Rettungsgrabungen statt. Hierbei wurde ein kleines frühmittelalterliches Brandgräberfeld freigelegt, das insgesamt 22 Grablegen und 20 Kreisgräben beinhaltete. Die Kreisgräben gehörten möglicherweise zu verebneten Grabhügeln. Aufgrund der Befunde wurde die Anlage maximal von der Mitte des 6. Jahrhunderts bis in das erste Drittel des 7. Jahrhunderts n. Chr. genutzt. Die Herkunft der Beifunde lässt auf möglicherweise slawische Zuwanderer aus dem mittleren Donaugebiet schließen. Vielleicht hängt die Wanderung dieser Gruppe mit der Räumung Pannoniens durch die Langobarden zusammen. Die Langobarden wanderten zu dieser Zeit nach Italien ab und überließen ihre Siedlungsräume den Awaren.

## Denkmalschutz
Die erwähnten Anlagen sind als eingetragene Bodendenkmale im Sinne des Bayerischen Denkmalschutzgesetzes (BayDSchG) geschützt. Nachforschungen und gezieltes Sammeln von Funden sind erlaubnispflichtig, Zufallsfunde sind den Denkmalbehörden anzuzeigen.